# Rodion Luka
 (juin 2015).
Si vous disposez d'ouvrages ou d'articles de référence ou si vous connaissez des sites web de qualité traitant du thème abordé ici, merci de compléter l'article en donnant les références utiles à sa vérifiabilité et en les liant à la section « Notes et références ».
Rodion Mykhaïlovytch Luka (né le 29 octobre 1972 à Vychhorod) est un navigateur ukrainien, Maître émérite des sports, médaille d’argent aux Jeux Olympiques 2004, champion du monde 2005 en classe 49er, champion d’Europe, Sportif de l’année 2005 en Ukraine.

## Biographie

### Vie personnelle
Rodion Luka est né le 29 octobre 1972 dans la famille des ingénieurs. Il a étudié à l'école secondaire de Vychgorod (Ukraine, région de Kiev). À l'âge de onze ans il a arrêté les études de piano à l’école de musique et se passionne pour la voile. Il obtient sa première expérience dans ce domaine pendant les entraînements sur le lac de Kiev. En 1985, Rodion Luka a obtenu son premier trophée de voile – il a gagné la «Course au large républicaine» de RSSU et a commencé la préparation pour le championnat de l’URSS parmi les jeunes. En 1988 il a gagné toutes les compétitions parmi les jeunes, y compris le championnat de l’Ukraine et le championnat de l’URSS. Désormais Rodion Luka a commencé à faire de la voile au niveau professionnel.
Il est marié à Anastasia et a deux enfants : Kyrylo et Sofia.

### Formation
En 1995, il termine l’Université nationale de l’éducation physique et des sports en Management de sport professionnel et olympique. En 1999, il termine l’Académie Nationale de Kiev des sports maritimes en Navigation.

### Réussites professionnelles
Rodion Luka a obtenu le premier trophée international en 1993. Il a gagné la course au large de Warnemünde en Laser-Radial, ainsi qu’il a obtenu la médaille de bronze au Champtionnat européen à La Sardaigne (Italie). En 1994 le sportif gagne la médaille d’argent au Championnat européen en Grande-Bretagne et Championnat du monde au Japon. En 1996 Rodion Luka représente l’Ukraine aux Jeux olympiques en Laser. L’année suivante il a commencé la campagne olympique Sydney 2000 en 49er avec Georgyi Leontchouk. En 1999 Rodion Luka a obtenu la licence pour la participation à l’Olympiade 2000, où il a occupé la 10e place. En même temps il a gagné le titre de Champion d’Australie et la bronze au Championnat européen en 49er. Dans les années 2000 Rodion Luka a fait un progrès professionnel énorme à la voile. Avec son équipe il a gagné la première place au Classement mondial d’ISAF Fédération Internationale de voile (2002-2003), le championnat du monde en 49er et est devenu leader du classement mondial (2005). En 2005 Rodion Luka a obtenu le titre de Sportif de l’année en Ukraine en version du Comité National olympique. En 2008 il a obtenu la médaille de bronze au Championnat d’Europe et du monde, et en 2012– est devenu le champion de Grande-Bretagne, de Russie et d’Europe en SB20.

### Course au large VolvoOceanRace
En 2008-2009 Rodion Luka est un ukrainien unique qui a participé à la course au large autour du monde la plus préstigieuse VolvoOceanRace en bateau «Kasatka» comme barreur.
VolvoOceanRace fait partie de cinq compétitions principales des navigateurs du monde.

### Travail d’entraînement et de formation
- En 2012-2013 Rodion Luka travaille comme entraîneur en RC44.
- En 2012 il a fondé l’école de voile - KievRacingYachtClub. Le Club a créé des conditions d’entraînement pour les gens qui n’ont pas de temps et d’argent pour acheter et entretenir leurs propres voiliers. Le club organise des courses au large pour les amateurs, les équipes du club participent régulièrement aux compétitions internationales.
- En août 2015 Rodion Luka a été élu Président de la Fédération ukrainienne de voile.

## Palmarès[1]
| Nom de compétition                                          | Année              | Place finale  |
| ----------------------------------------------------------- | ------------------ | ------------- |
| Championnat du monde de SB20                                | 2013               | 2             |
| Championnat européen de SB 20                               | 2012               | 1             |
| Volvo Ocean Race                                            | 2008               | Participation |
| Championnat du monde de 49er                                | 2005               | 1             |
| Championnat du monde de 49er                                | 2001 ; 2003 ; 2008 | 3             |
| Jeux olympiques                                             | 2004               | 2             |
| ISAF Jeux internationaux                                    | 2006               | 2             |
| Championnat européen de 49er                                | 2000 ; 2008        | 3             |
| Championnat National d’Australie de 49er                    | 2000               | 1             |
| Championnat européen                                        | 1993               | 3             |
| Championnat européen                                        | 1994               | 2             |
| Championnat du monde                                        | 1994               | 2             |
| Compétitions de l’équipe nationale du championnat de l’URSS | 1988               | 1             |